# Naute-Damm
Der Naute-Damm (englisch Naute-Dam) liegt rund 50 Kilometer südwestlich von Keetmanshoop im Süden Namibias. Er ist nach dem Stauvolumen die drittgrößte Talsperre des Landes.

## Beschreibung
Die Staumauer ist circa 450 Meter lang, 37 Meter hoch und staut den Löwenfluss, einen rechten Zufluss des Fischflusses, zu einem landschaftlich reizvollen Stausee mit einem Stauvolumen von 83,5 Millionen m³. Der Naute-Stausee ist auch Zentrum des staatlichen Naute-Erholungsgebietes, einem beliebten Naherholungsgebiet in der Region ǁKaras. Das Einzugsgebiet hat eine Größe von etwa 10.000 km².

## Wirtschaft
Um den Stausee befinden sich große landwirtschaftlich genutzte Flächen. Dazu gehört der vom arabischen Unternehmen Al Dahra initiierte größte Dattelpalmenanbau Namibias. Zudem sind etwa 200 Hektar unter anderem Tafeltrauben bepflanzt, die teilweise der Schnaps-Brennerei der Naute Kristall (siehe auch Weinbau in Namibia) dienen.

## Galerie

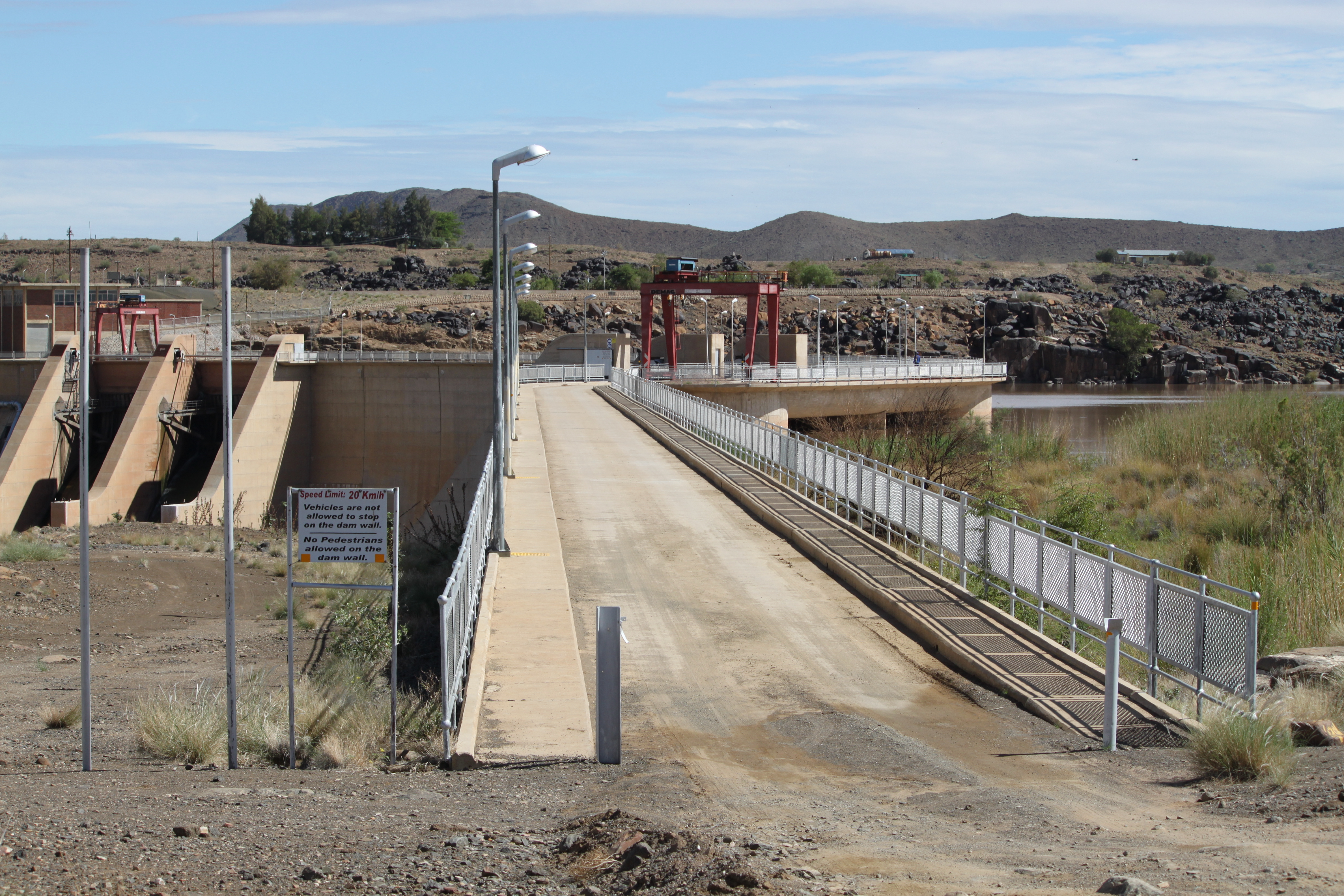
Naute-Damm
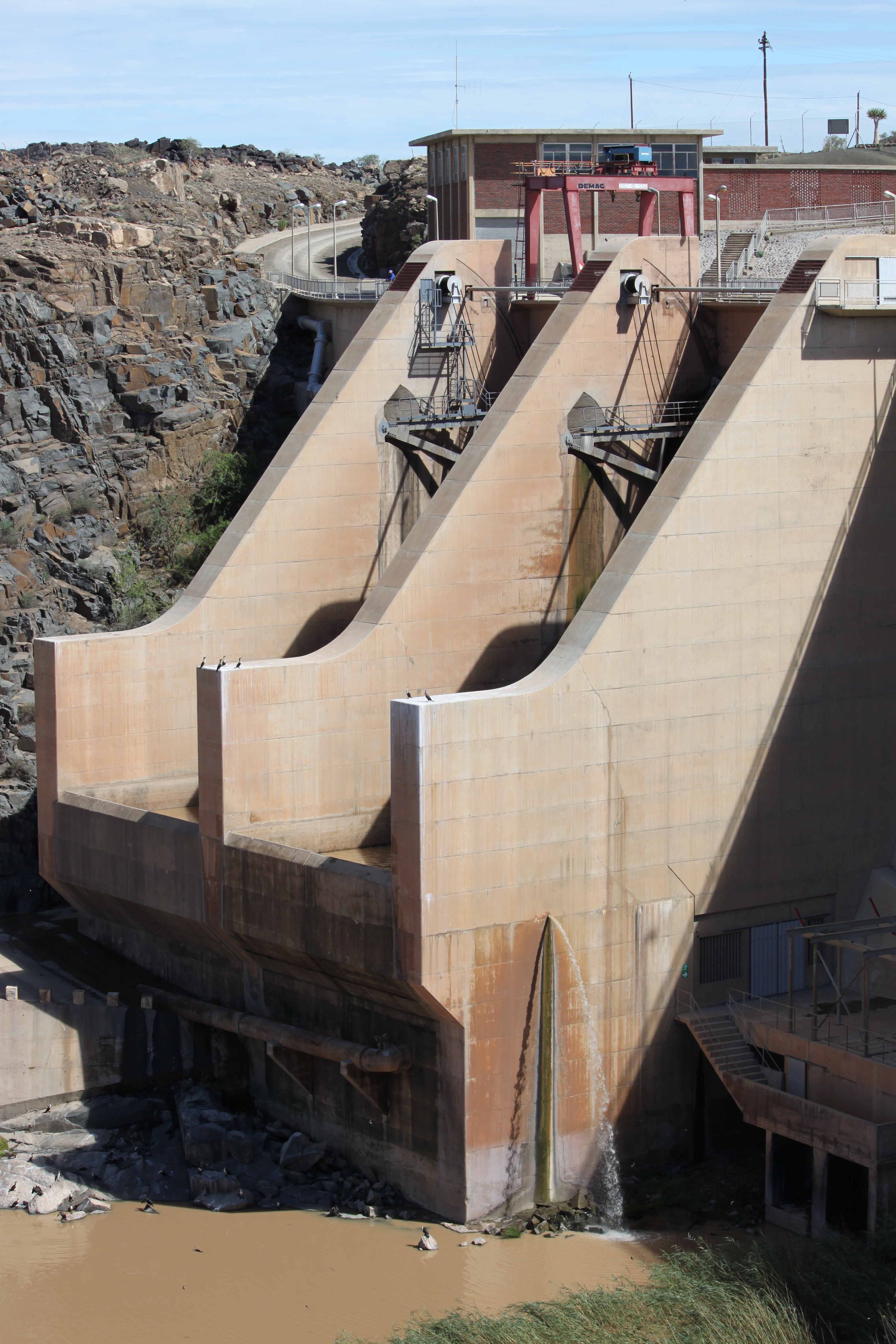
Naute-Damm
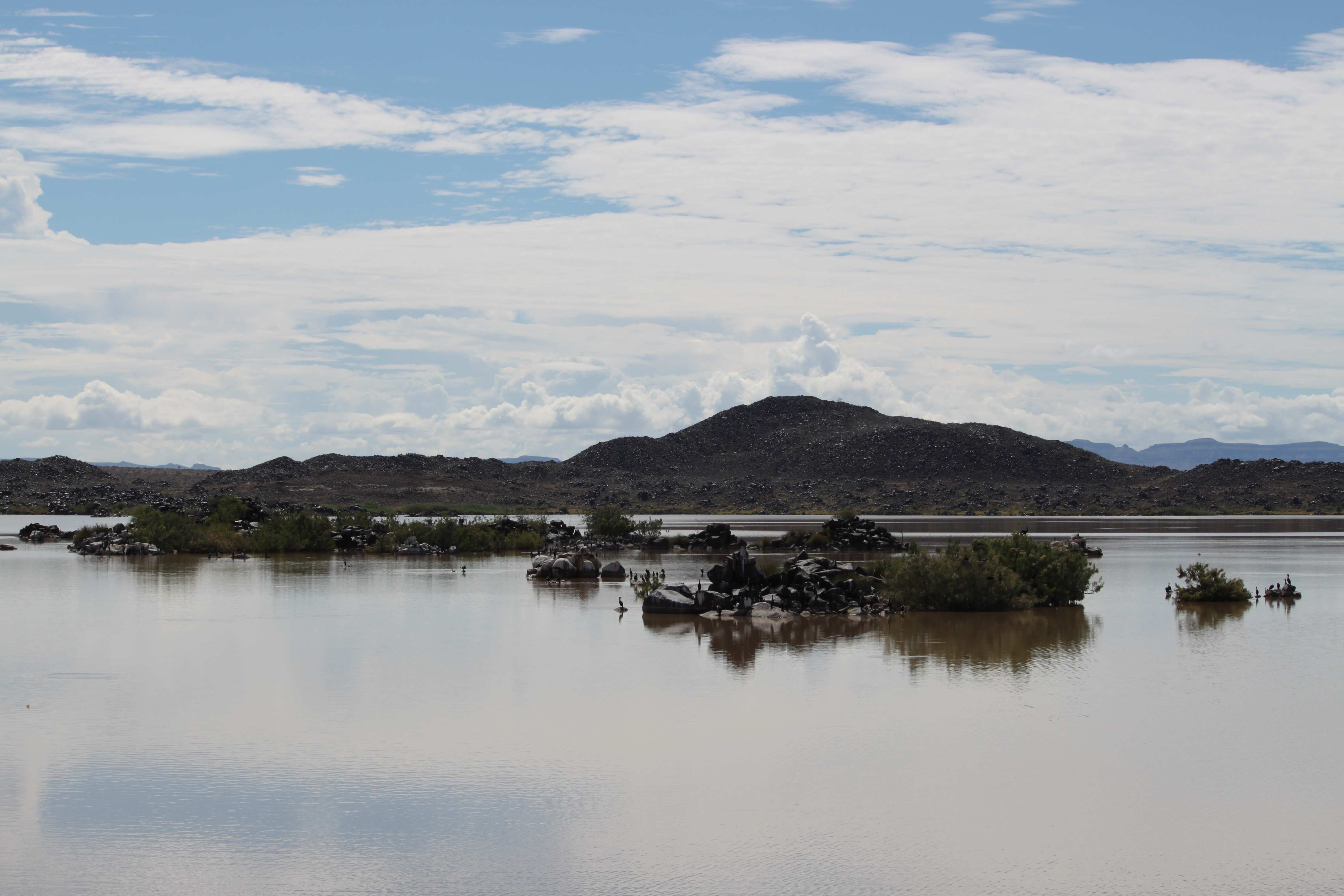
Stausee des Naute-Damms
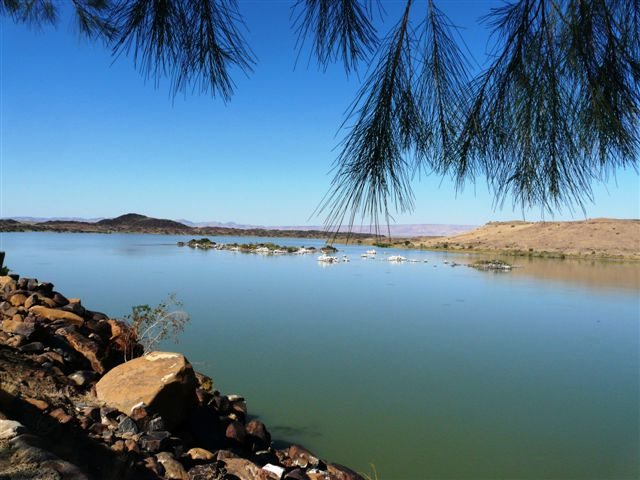
Stausee des Naute-Damms
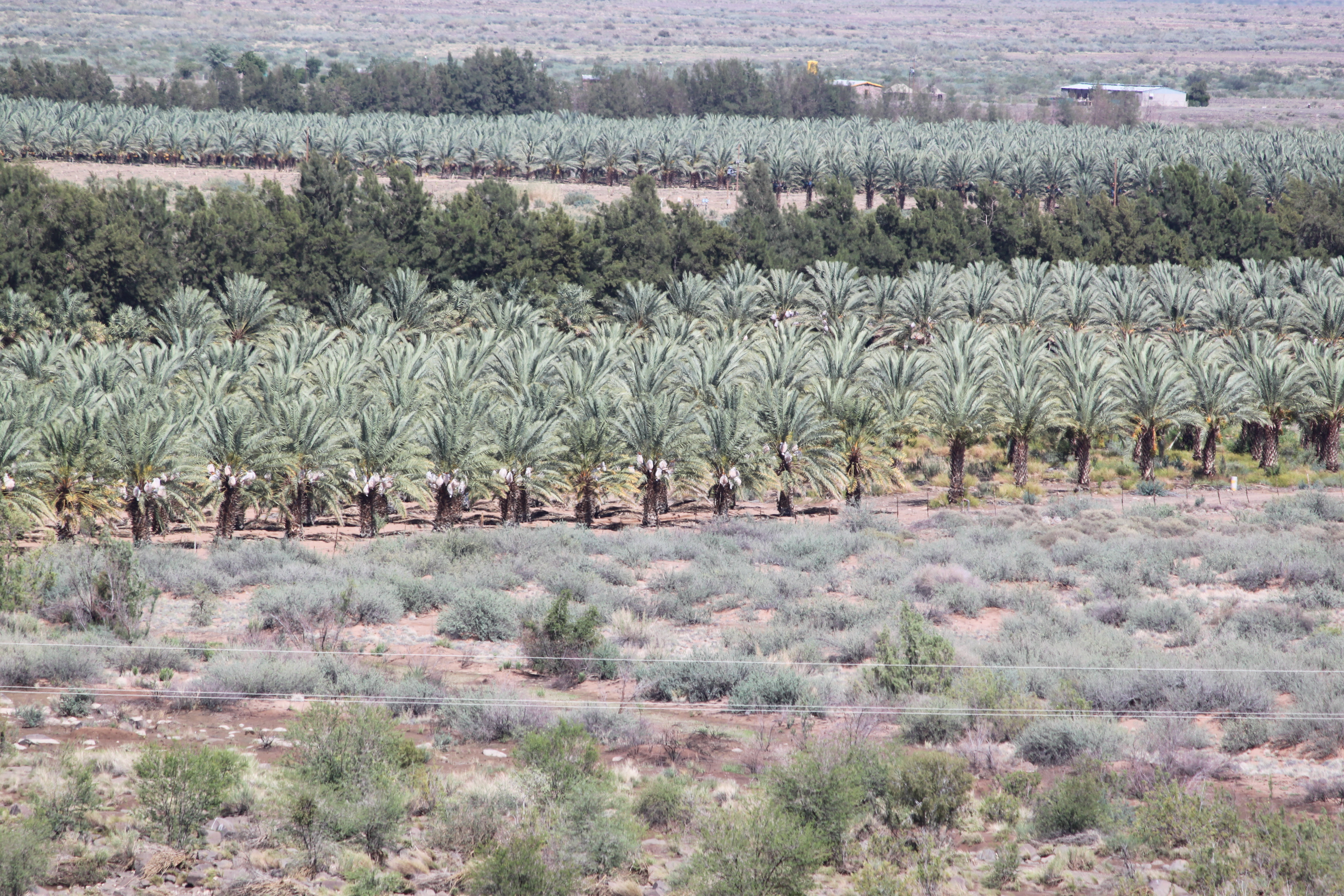
Dattelpalmen-Plantage in der Nähe des Naute-Damms
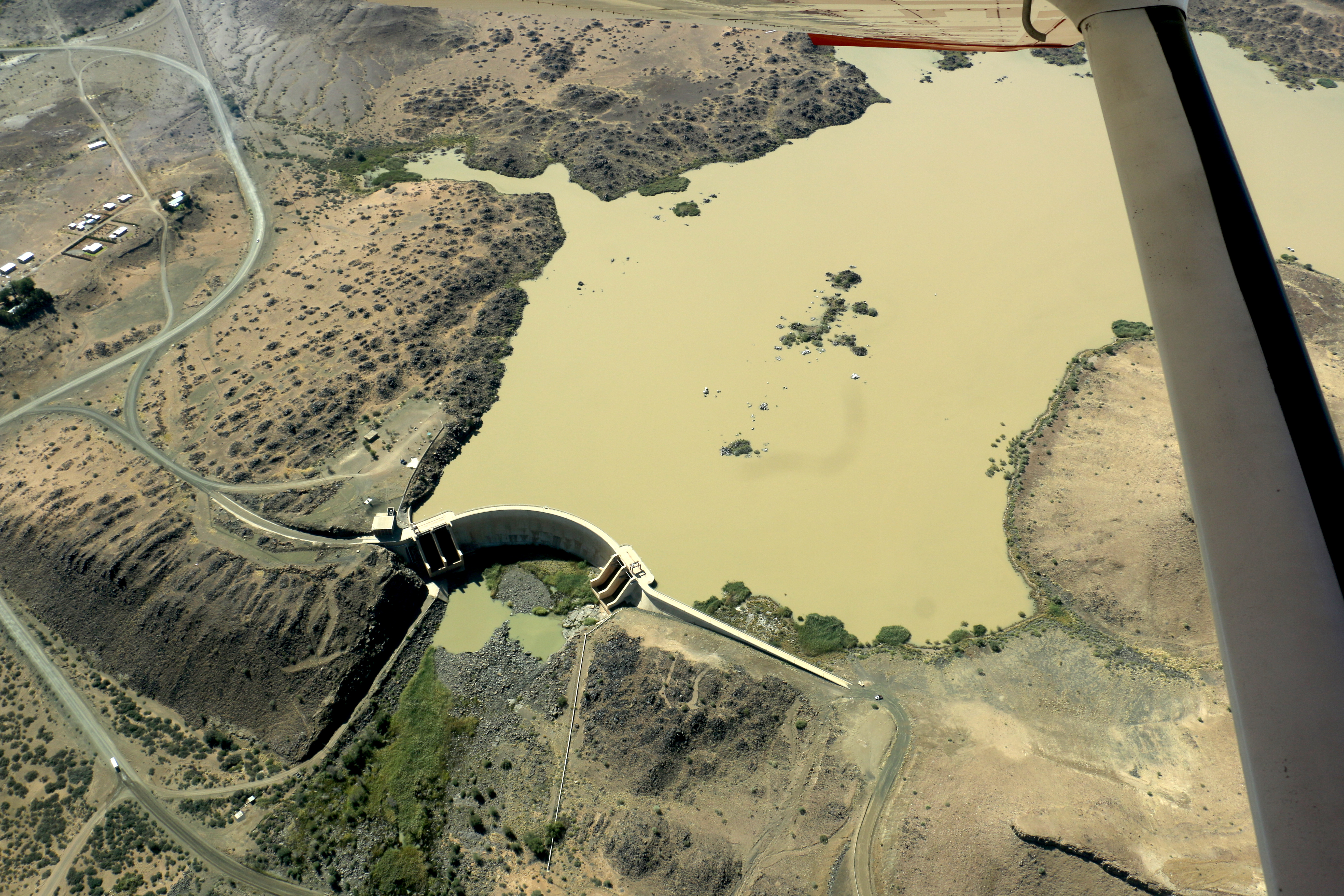
Vogelperspektive des Naute Dammes (2017)
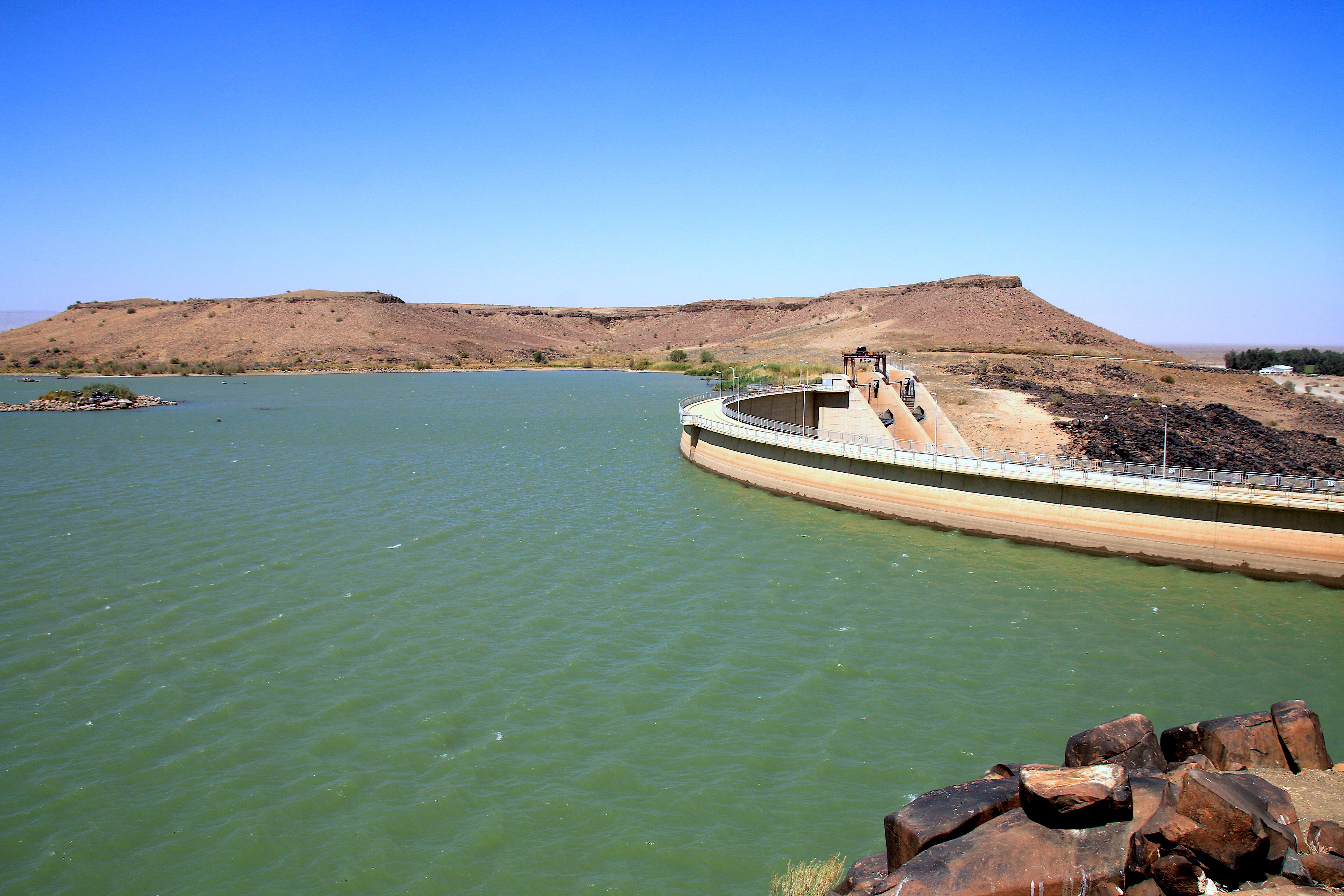
Naute-Damm (2019)